# Constantin (pape)
Pour les articles homonymes, voir Constantin Ier.
Constantin (parfois appelé Constantin Ier pour le distinguer de l'antipape Constantin II) est pape de l'Église catholique du 25 mars 708 au 9 avril 715. Il s'agit du quatre-vingt-huitième pape. Il est né à Tyr et succède à Sisinnius, qui était lui aussi un pape syrien qui œuvra pendant une très courte période.  
Au cours de son pontificat, Constantin continue l'œuvre de ses prédécesseurs. Il est notamment célèbre pour ses bons rapports avec l'empereur byzantin Justinien II, contrairement aux papes l'ayant précédé. Les débuts de son règne seront marqués par une extrême famine, suivie d'une période d'abondance exceptionnelle.  
Il s'occupe notamment de questions religieuses et théologiques. Il condamne la doctrine monophysite qui ne reconnaît qu'une nature au Christ. Il est enterré à la basilique Saint-Pierre de Rome depuis sa mort, le 9 avril 715.

## Biographie

### Ses origines
Constantin est d'origine libanaise : né à Tyr, au sud du Liban, il est le fils de Jean. Dans le Liber Pontificalis il est décrit comme un homme d'une rare douceur, avant d'être un pape c'était avant tout un homme doux, bon et sincère. 

### Ses débuts
Il est consacré le 25 mars 708, jusqu'à sa mort le 9 avril 715. Il est sacré pape à un moment difficile pour Rome, la ville connaît en effet à ce moment-là une terrible famine, qui durera toute la première moitié de son règne. A contrario, la seconde moitié de ce règne sera marquée par une importante abondance. Le début de son pontificat sera aussi marqué par un différend avec l'archevêque de Ravenne, Félix, qui refusait de se soumettre à l'obéissance du nouveau pape et, poussé par ses diocésains il revendiquait l'autonomie de son siège. C'est l'intervention de Justinien II, alors empereur byzantin, qui régla en partie le problème du pontificat, en effet pour se venger d'injures, il prit tout d'abord la ville, la brûla, puis attacha par les pieds tous les rebelles qu'il fut possible de trouver, qui furent emmenés à Constantinople où ils trouvèrent la mort dans d'atroces souffrances. Il emmena Félix (c. 709 – c. 725) à Constantinople et le fit aveugler, puis l'exila dans la région du Pont en Turquie. C'est Constantin qui lui pardonna plus tard et lui rendit son siège.  

## Une politique de conciliation

### Le concile quinisexte et l'origine du problème
En 692 avait eu lieu un concile, le concile quinisexte ou concile in Trullo, qui avait suscité certains conflits. Ce concile avait été convoqué dans le but de compléter sur le plan disciplinaire l'œuvre dogmatique des cinquième et sixième conciles œcuméniques qui avaient eu lieu en 553 et 680. Justinien II, alors empereur. Lors de celui-ci 102 canons ont été promulgués, valables pour l'ensemble de la chrétienté. Mais ces canons ont été promulgués par des orientaux, et majoritairement des Grecs, des canons basés sur leur doctrine et leur tradition : allant donc parfois à l'encontre de Rome et du pouvoir pontifical. 
Le pape alors en place, Serge 1er avait refusé ces modifications ce qui entraîna un premier conflit, qui se tassa avec le renversement de Justinien II.
En 705 Justinien retrouve son titre d'empereur et le pape alors consacré était Jean VII, un Grec. Bien que le synode ait été modéré, et que Jean VII soit grec, et donc en accord avec cette idéologie, il ne signera pas les 102 canons. Les problèmes engendrés par ce concile ne seront finalement réglés que sous Constantin.

### La rencontre de Constantin et Justinien II

#### Un pape respecté et honoré
En 710, le pape reçoit l'ordre par Justinien II de se présenter à Constantinople, c'est alors que le 5 octobre 710, le pape partit sur un navire vers Constantinople, accompagné de Nicet, évêque de Silva Candida, de l'évêque de Porto, de trois prêtres, de plusieurs autres fonctionnaires de pontificat en place, mais aussi du diacre, le futur pape Grégoire II. 
Lors de son voyage il passa tout d'abord par Naples, ville dans laquelle ils rencontrèrent le patrice et exarque Jean, qui s'en allait à Rome, mais qui mourut durant le voyage après avoir commis d'atroces crimes. Puis ils arrivèrent en Sicile, où le patrice et stratège les accueillit, avec tous les honneurs possibles. Leur voyage se continua en direction d'Otrante, pour y passer l'hiver, l'évêque Nicet mourut durant le trajet. Le voyage continua jusqu'en Grèce, pour enfin arriver à Constantinople. Partout où ils passèrent, ils furent accueillis de manière très honorable. Enfin arrivés à Constantinople, c'est Tibère, alors âgé 7 ans, fils de Justinien II et co-Empereur, avez son père, accompagné de tout le Sénat, du Patriarche d'Antioche Cyrus, ainsi que du clergé et tout le peuple de Constantinople, qui accueillit le Pape Constantin, sous les honneurs ; son arrivée fut des plus triomphales.
Justinien II se trouvait alors à Nicée et fit demander le pape en Nicomédie où ils se rencontrèrent. Le pape fut accueilli avec les plus grands honneurs, dignes d'un empereur, d'ailleurs l'empereur lui-même se prosterna devant lui. Le dimanche une messe fut célébrée, au cours de laquelle l'empereur Justinien II reçut directement du pape la communion, avant de renouveler les privilèges de l'Église romaine.
Par ailleurs, dans son article[Lequel ?], Jean Marie Sansterre abordera un point intéressant, l'empereur Justinien II avait des relations tendues et conflictuelles avec les précédents papes, mais il semble qu'il vouait une réelle admiration et affection pour Constantin, ceci se voit par exemple à travers la réception à laquelle aura droit Constantin à son arrivée à Constantinople. Il fut accueilli au septième mille, qui constitue une étape très importante de l'itinéraire impérial, en effet il s'agit du point de départ des cortèges de l'empereur pour célébrer des triomphes et de grandes victoires, mais aussi lors de cérémonies d'investiture. En partant de ce point pour se rendre à Constantinople, le pape prend ainsi certaines allures d'un empereur, et montre ici tout le respect qu'a Justinien II à son égard. On reconnaît ainsi son pouvoir, son rang, et les privilèges de l'Église romaine[réf. nécessaire].

#### La conciliation
Lors de cette rencontre, personne ne sait vraiment ce qui se dit entre Constantin et Justinien II à propos de ces 102 canons, en effet d'après Jean Marie Sansterre, le biographe du pontife ne fait pas état de ce qui s'y est réellement passé à propos du concile, de même qu'il ne nous précise pas pourquoi Justinien II réclamait la présence de Constantin à Constantinople. Il semblerait que des compromis aient été faits des deux côtés, tout d'abord du côté de Justinien II l'abandon des canons qui seraient véritablement opposés au dogme de l'Église romaine, et pour Constantin d'accepter et approuver les canons qui ne s'opposaient pas à cette foi, les deux protagonistes trouvant alors un arrangement mettant fin au conflit.

## L'assassinat de Justinien II
Après un an d'absence, le pape Constantin reprend la route vers Rome. Durant le voyage, le pape Constantin connut quelques problèmes de santé, mais il parvint à finalement atteindre Rome, le 24 octobre 711, le tout en bonne santé. C'est à son retour qu'il apprendra que Philippicos (711–713), qui avait déjà tenté de renverser Justinien II en 695, a assassiné l'empereur et pris sa place. Justinien II meurt donc en 711 tué par son adversaire politique. Dès lors, l'empereur byzantin Philippicos tentera d'obtenir en vain l'approbation du pape, ce que Constantin et le peuple romain ne firent jamais. Jamais Philippicos ne fut reconnu comme empereur légitime. 
Philippicos, dès son accession au trône, fit parvenir une lettre à Constantin, dans laquelle il lui demande de reconnaître le monothélisme et de rejeter le sixième concile, le concile in Trullo. 
Le monothélisme appartient à la doctrine monophysite à laquelle s'oppose fermement Constantin. Le nouvel empereur brûla tous les actes du sixième concile. En réponse, Constantin fit ériger sur la basilique Saint-Pierre la représentation de ces six conciles. On fit aussi fabriquer une patène en or pesant pas moins de 12 livres. Il refusa par ailleurs de reconnaître le nouvel empereur, ainsi son nom ne sera noté ni sur les chartes, ni sur la monnaie. On refusa aussi de placer sa statue comme le voulait la coutume : il s'agit là du début d'un bras de fer entre un pape et un empereur. 
En 713, finalement, Constantin reçut des nouvelles. Philippicos avait été chassé du trône impérial, le 3 juin, veille de la Pentecôte, puis remplacé par Anastase II. Dans une lettre adressée au pouvoir pontifical, Anastase II confesse la foi orthodoxe, ainsi que le sixième et saint concile. 
Si l'empereur s'opposait à Constantin, ce n'est pas le cas du patriarche d'Antioche Jean VI, qui remplaçait Cyrus, déposé par Philippicos, qui lui fit parvenir une lettre, dans laquelle il disait reconnaître la prééminence du Pape sur toute l'Église. Il dut certes coopérer avec Philippicos, mais il était en faveur du Pape.

## Sous son pontificat

### La doctrine monophysite
Constantin va aussi s'impliquer dans la doctrine chrétienne en s'opposant notamment à la doctrine monophysite, en effet sur ces questions religieuse et théologique il ne voudra reconnaître une seule nature au Christ. 
La doctrine monophysite apparaît au Ve siècle et s'oppose principalement à la doctrine nestorianisme qui, elle, ne conçoit pas que le Christ ne soit qu'humain ou divin. La doctrine monophysite conçoit les deux natures de Jésus mais comme totalement distinctes : le fils de Dieu ne pourrait être à la fois divin et humain. A contrario la doctrine nestorianisme conçoit que le Christ puisse tout à fait être de ces deux natures différentes. Selon la doctrine monophysite, la nature humaine du Christ aurait été absorbée par sa nature divine.

### Positions, ordinations et événements importants
Selon Cesare Baronio, le pape Constantin adressa au roi wisigoth d'Espagne Wittiza, un tyran cruel et débauché, de vives remarques sur ses mœurs et le menaça même de le déposer s'il ne rétractait pas les décrets qui portaient atteinte à l'autorité du Saint-Siège. Wittiza aurait alors menacé à son tour le pape de marcher sur Rome à la tête d'une armée pour le soumettre.
Le pape Constantin ordonna dix prêtres, deux diacres et soixante-quatre évêques.